# デビッド・マクミラン
デビッド・マクミラン（David McMillan 1981年9月20日-2013年5月18日）は、アメリカ合衆国ジョージア州ハインズビル出身のアメリカンフットボール選手。NFLのクリーブランド・ブラウンズでプレーした。ポジションはラインバッカー。

## 経歴
カンザス大学では4年間で先発37試合を含む46試合にディフェンシブエンドとして出場し、大学歴代7位の19サックをあげた。4年次の2004年には、各チームのコーチから、ビッグ12カンファレンスのファーストチームに、AP通信からはカンファレンスのセカンドチームに選ばれた。
2005年のNFLドラフト5巡でクリーブランド・ブラウンズに指名されて入団した。ブラウンズでは主に控えのアウトサイドラインバッカーやスペシャルチームの一員としてプレーした。
2008年8月30日、ブラウンズからウェーバーされた。ブラウンズを解雇された後、9月9日にカロライナ・パンサーズとワークアウトを行ったが、契約には至らなかった。
2009年4月9日、CFLのトロント・アルゴノーツと契約を結んだが、トレーニングキャンプ終了とともに解雇された。
2013年5月18日朝、ジョージア州で、強盗未遂事件に遭い、射殺された。